# Lily Aldridge
Lily Maud Aldridge (Los Angeles, 15 november 1985) is een Amerikaans model. Daarnaast is ze sinds 2010 ook een Angel bij Victoria's Secret.

## Persoonlijk leven
Haar jongere zusje is Amerikaans model Ruby Aldridge. Sinds 12 mei 2011 is Lily getrouwd met Kings of Leon zanger Caleb Followill. Aldridge en Followill hebben samen een dochter en een zoon.

## Carrière
In 2009 liep Aldridge de Victoria's Secret Fashion Show voor het eerst. Hierna werd ze in verschillende andere campagnes voor het bedrijf gebruikt. En sinds 2010 is ze ook bekend als een van de Victoria's Secret Angels. Ze heeft werk gedaan voor onder andere Rocawear, Arden B., Shiatzy Chen, Bobbi Brown and Smashbox Cosmetics, Coach, JCrew, Charles David, en Levi's.
Op 18-jarige leeftijd verscheen ze op de omslag van de Spaanse Vogue. Daarnaast verscheen ze ook in bladen als Glamour, Cosmopolitan, Teen Vogue, en Elle Girl.